# 芝罘岛街道
芝罘岛街道，是中华人民共和国山東省烟台市芝罘区下辖的一个乡镇级行政单位。

## 行政区划
芝罘岛街道下辖以下地区：
芝罘岛社区、三里桥社区、大疃社区、东口社区、西口社区和崆峒岛社区。